# Olympische Jugend-Sommerspiele 2014/Rudern
| Rudern bei den II. Olympischen Jugend-Sommerspielen | Rudern bei den II. Olympischen Jugend-Sommerspielen |
| Olympische Ringe · Rudern                           | Olympische Ringe · Rudern                           |
| Informationen                                       | Informationen                                       |
| --------------------------------------------------- | --------------------------------------------------- |
| Teilnehmer:                                         | 96 Athleten                                         |
| Datum:                                              | 17. August – 20. August                             |
| Austragungsort:                                     | Xuanwu Lake Park                                    |
| Wettkampfort:                                       | Nanjing                                             |
| Entscheidungen:                                     | 4                                                   |
| ← Singapur 2010                                     | Buenos Aires 2018 →                                 |
| Olympische Ringe                                    | Rudern                                              |

| Olympische Jugend-Sommerspiele 2014 (Medaillenspiegel Rudern) | Olympische Jugend-Sommerspiele 2014 (Medaillenspiegel Rudern) | Olympische Jugend-Sommerspiele 2014 (Medaillenspiegel Rudern) | Olympische Jugend-Sommerspiele 2014 (Medaillenspiegel Rudern) | Olympische Jugend-Sommerspiele 2014 (Medaillenspiegel Rudern) | Olympische Jugend-Sommerspiele 2014 (Medaillenspiegel Rudern) |
| Platz                                                         | Mannschaft                                                    | Goldmedaillen                                                 | Silbermedaillen                                               | Bronzemedaillen                                               | Gesamt                                                        |
| ------------------------------------------------------------- | ------------------------------------------------------------- | ------------------------------------------------------------- | ------------------------------------------------------------- | ------------------------------------------------------------- | ------------------------------------------------------------- |
| 01                                                            | Rumänien                                                      | 2                                                             | —                                                             | —                                                             | 2                                                             |
| 02                                                            | Deutschland                                                   | 1                                                             | —                                                             | —                                                             | 1                                                             |
| 0                                                             | Belarus                                                       | 1                                                             | —                                                             | —                                                             | 1                                                             |
| 04                                                            | Aserbaidschan                                                 | —                                                             | 1                                                             | —                                                             | 1                                                             |
| 0                                                             | China                                                         | —                                                             | 1                                                             | —                                                             | 1                                                             |
| 0                                                             | Griechenland                                                  | —                                                             | 1                                                             | —                                                             | 1                                                             |
| 0                                                             | Tschechien                                                    | —                                                             | 1                                                             | —                                                             | 1                                                             |
| 08                                                            | Kanada                                                        | —                                                             | —                                                             | 2                                                             | 2                                                             |
| 09                                                            | Frankreich                                                    | —                                                             | —                                                             | 1                                                             | 1                                                             |
| 0                                                             | Türkei                                                        | —                                                             | —                                                             | 1                                                             | 1                                                             |

Bei den Olympischen Jugend-Sommerspielen 2014 in der chinesischen Metropole Nanjing wurden vier Wettbewerbe im Rudern ausgetragen.
Die Wettbewerbe fanden vom 17. bis zum 20. August im Xuanwu Lake Park statt. Die zu absolvierende Distanz in allen Wettbewerben betrug 1000 Meter.

## Jungen

### Einer
| Platz | Land | Athlet          | Zeit (min) |
| ----- | ---- | --------------- | ---------- |
| 1     | GER  | Tim Ole Naske   | 3:21,22    |
| 2     | AZE  | Boris Yotov     | 3:21,82    |
| 3     | CAN  | Daniel de Groot | 3:22,21    |

Das Finale wurde am 20. August ausgetragen.

### Zweier
| Platz | Land | Athleten                            | Zeit (min) |
| ----- | ---- | ----------------------------------- | ---------- |
| 1     | ROU  | Gheorghe Robert Dedu Ciprian Tudosă | 3:11,27    |
| 2     | CZE  | Miroslav Jech Lukas Helesic         | 3:12,13    |
| 3     | TUR  | Gokhan Guven Eren Can Asland        | 3:12,21    |

Das Finale wurde am 20. August ausgetragen.
 Christoph Seifriedsberger und Ferdinand Querfeld belegten mit 3:15,73 Minuten im Finale den 6. Platz.

## Mädchen

### Einer
| Platz | Land | Athletin                  | Zeit (min) |
| ----- | ---- | ------------------------- | ---------- |
| 1     | BLR  | Krystsina Staraselets     | 3:51,33    |
| 2     | GRE  | Athina Maria Angelopoulou | 3:51,59    |
| 3     | FRA  | Camille Juillet           | 3:53,80    |

Das Finale wurde am 20. August ausgetragen.

### Zweier
| Platz | Land | Athletinnen                                | Zeit (min) |
| ----- | ---- | ------------------------------------------ | ---------- |
| 1     | ROU  | Cristina Georgiana Popescu Denisa Tîlvescu | 3:37,32    |
| 2     | CHN  | Luo Yadan Pan Jie                          | 3:37,52    |
| 3     | CAN  | Larissa Werbicki Caileigh Filmer           | 3:37,75    |

Das Finale wurde am 20. August ausgetragen.
 Bea Bliemel und Carlotta Schmitz belegten mit 3:48,26 Minuten den 2. Platz im B-Finale und wurden somit Achte.